# Fiódorovskoie
Fiódorovskoie (en rus: Фёдоровское) és un poble de l'óblast de Vladímir, a Rússia, segons el cens del 2010 tenia 631 habitants. Pertany al districte municipal de Iúriev-Polski.